# Tragosoma nigripenne
Tragosoma nigripenne là một loài bọ cánh cứng trong họ Cerambycidae.